# Onthophagus boucomonti
Onthophagus boucomonti là một loài bọ cánh cứng trong họ Bọ hung (Scarabaeidae).